# Audrix
Audrix [odʁiks] est une commune française située dans le département de la Dordogne, en région Nouvelle-Aquitaine.

## Géographie

### Généralités
Dans le quart sud-est du département de la Dordogne, la commune d'Audrix est située en Périgord noir, sur les coteaux en rive gauche de la Vézère.
Traversé par la route départementale 31E2, le petit bourg d'Audrix est situé, en distances orthodromiques, cinq kilomètres au sud-est du Bugue et sept kilomètres à l'ouest de Saint-Cyprien.

### Communes limitrophes
Audrix est limitrophe de quatre autres communes, dont Coux et Bigaroque-Mouzens au sud-est sur environ 200 mètres. Au nord-ouest, le territoire de Limeuil est distant d'environ 300 mètres.
| Le Bugue       |        | Campagne                  |
|                | Audrix |                           |
| Saint-Chamassy |        | Coux et Bigaroque-Mouzens |

### Géologie et relief

#### Géologie
Situé sur la plaque nord du Bassin aquitain et bordé à son extrémité nord-est par une frange du Massif central, le département de la Dordogne présente une grande diversité géologique. Les terrains sont disposés en profondeur en strates régulières, témoins d'une sédimentation sur cette ancienne plate-forme marine. Le département peut ainsi être découpé sur le plan géologique en quatre gradins différenciés selon leur âge géologique. Audrix est située dans le troisième gradin à partir du nord-est, un plateau formé de calcaires hétérogènes du Crétacé.
Les couches affleurantes sur le territoire communal sont constituées de formations superficielles du Quaternaire et de roches sédimentaires datant pour certaines du Cénozoïque, et pour d'autres du Mésozoïque. La formation la plus ancienne, notée c4b-c(BB), date du Santonien moyen à supérieur, composée de calcaires fins bioclastiques bien triés, parfois récifaux (formations de Savignac et de Mauzens). La formation la plus récente, notée CFp, fait partie des formations superficielles de type colluvions indifférenciées de versant, de vallon et plateaux issues d'alluvions, molasses, altérites indifférenciées. Le descriptif de ces couches est détaillé dans  la feuille « no 807 - Le Bugue » de la carte géologique au 1/50 000 de la France métropolitaine, et sa notice associée.

Carte géologique d'Audrix.

#### Relief et paysages
Le département de la Dordogne se présente comme un vaste plateau incliné du nord-est (491 m, à la forêt de Vieillecour dans le Nontronnais, à Saint-Pierre-de-Frugie) au sud-ouest (2 m à Lamothe-Montravel). L'altitude du territoire communal varie quant à elle entre 60 m et 242 m,.
Dans le cadre de la Convention européenne du paysage entrée en vigueur en France le 1er juillet 2006, renforcée par la loi du 8 août 2016 pour la reconquête de la biodiversité, de la nature et des paysages, un atlas des paysages de la Dordogne a été élaboré sous maîtrise d’ouvrage de l’État et publié en octobre 2020. Les paysages du département s'organisent en huit unités paysagères et 14 sous-unités. La commune fait partie du Périgord noir, un paysage vallonné et forestier, qui ne s’ouvre que ponctuellement autour de vallées-couloirs et d’une multitude de clairières de toutes tailles. Il s'étend du nord de la Vézère au sud de la Dordogne (en amont de Lalinde) et est riche d’un patrimoine exceptionnel.
La superficie cadastrale de la commune publiée par l'Insee, qui sert de référence dans toutes les statistiques, est de 6,22 km2,,. La superficie géographique, issue de la BD Topo, composante du Référentiel à grande échelle produit par l'IGN, est quant à elle de 6,41 km2.

### Hydrographie

#### Réseau hydrographique
La commune est située dans le bassin de la Dordogne au sein du Bassin Adour-Garonne. Aucun cours d'eau permanent n'est répertorié sur la commune,, mais son territoire s'approche au nord-est d'une cinquantaine de mètres de la Vézère dont il est séparé par un couloir territorial de la commune du Bugue.

#### Gestion et qualité des eaux

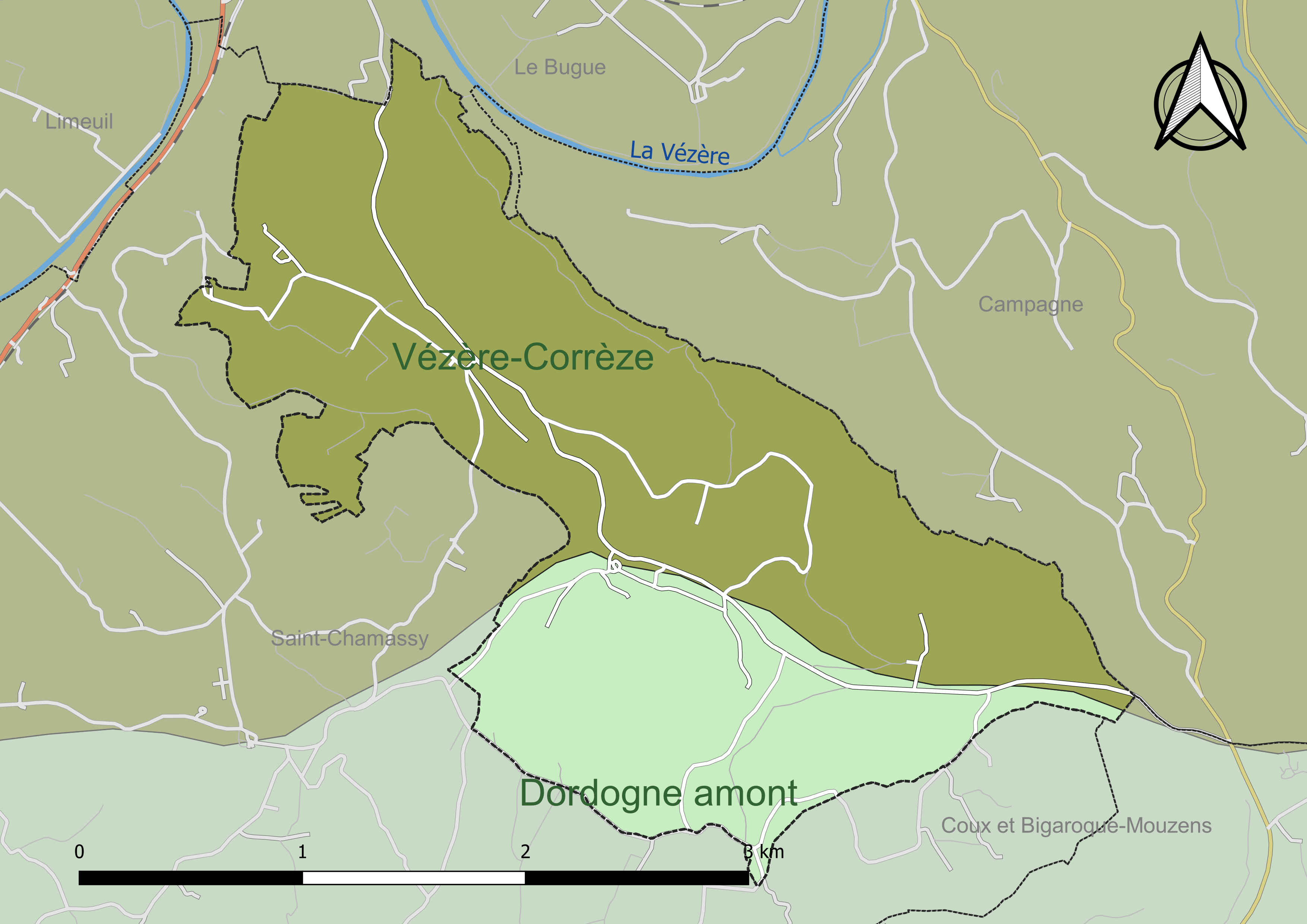
Carte des schémas d'aménagement et de gestion des eaux (SAGE) couvrant le territoire communal d'Audrix.

Bien qu'aucun cours d'eau ne baigne la commune, celle-ci est néanmoins couverte par les schémas d'aménagement et de gestion des eaux (SAGE) « Dordogne amont » et « Vézère-Corrèze » pour les eaux de ruissellement et les eaux souterraines. Le SAGE « Dordogne amont », dont le territoire s'étend des sources de la Dordogne jusqu'à la confluence de la Vézère à Limeuil, d'une superficie de 9 700 km2 est en cours d'élaboration. La structure porteuse de l'élaboration et de la mise en œuvre est l'établissement public territorial de bassin de la Dordogne (EPIDOR). Le SAGE « Vézère-Corrèze », dont le territoire regroupe les bassins versants de la Vézère et de la Corrèze, d'une superficie de 3 730 km2 est en cours d'élaboration. La structure porteuse de l'élaboration et de la mise en œuvre est le conseil départemental de la Corrèze. Ils définissent chacun sur leur territoire les objectifs généraux d’utilisation, de mise en valeur et de protection quantitative et qualitative des ressources en eau superficielle et souterraine, en respect des objectifs de qualité définis dans le troisième SDAGE du Bassin Adour-Garonne qui couvre la période 2022-2027, approuvé le 10 mars 2022.
Au nord, environ 70 % du territoire communal dépend du SAGE Vézère-Corrèze. La zone restante au sud est rattachée au SAGE Dordogne amont.

### Climat
Pour des articles plus généraux, voir Climat de la Nouvelle-Aquitaine et Climat de la Dordogne.
Historiquement, la commune est exposée à un climat océanique aquitain.  
En 2020, Météo-France publie une typologie des climats de la France métropolitaine dans laquelle la commune est exposée à un climat océanique altéré et est dans la région climatique Aquitaine, Gascogne, caractérisée par une pluviométrie abondante au printemps, modérée en automne, un faible ensoleillement au printemps, un été chaud (19,5 °C), des vents faibles, des brouillards fréquents en automne et en hiver et des orages fréquents en été (15 à 20 jours).
Pour la période 1971-2000, la température annuelle moyenne est de 12,2 °C, avec  une amplitude thermique annuelle de 15,2 °C. Le cumul annuel moyen de précipitations est de 938 mm, avec 12,3 jours de précipitations en janvier et 7 jours en juillet. Pour la période 1991-2020, la température moyenne annuelle observée sur la station météorologique la plus proche, située sur la commune de Pays de Belvès à 12 km à vol d'oiseau, est de 13,0 °C et le cumul annuel moyen de précipitations est de 888,2 mm,. Pour l'avenir, les paramètres climatiques de la commune estimés pour 2050 selon différents scénarios d’émission de gaz à effet de serre sont consultables sur un site dédié publié par Météo-France en novembre 2022.

## Urbanisme

### Typologie
Au 1er janvier 2024, Audrix est catégorisée commune rurale à habitat dispersé, selon la nouvelle grille communale de densité à 7 niveaux définie par l'Insee en 2022.
Elle est située hors unité urbaine et hors attraction des villes,.

### Occupation des sols
L'occupation des sols de la commune, telle qu'elle ressort de la base de données européenne d’occupation biophysique des sols Corine Land Cover (CLC), est marquée par l'importance des forêts et milieux semi-naturels (57,7 % en 2018), une proportion sensiblement équivalente à celle de 1990 (57,3 %). La répartition détaillée en 2018 est la suivante : 
forêts (56,6 %), prairies (36,1 %), zones agricoles hétérogènes (6,1 %), milieux à végétation arbustive et/ou herbacée (1,1 %). L'évolution de l’occupation des sols de la commune et de ses infrastructures peut être observée sur les différentes représentations cartographiques du territoire : la carte de Cassini (XVIIIe siècle), la carte d'état-major (1820-1866) et les cartes ou photos aériennes de l'IGN pour la période actuelle (1950 à aujourd'hui).

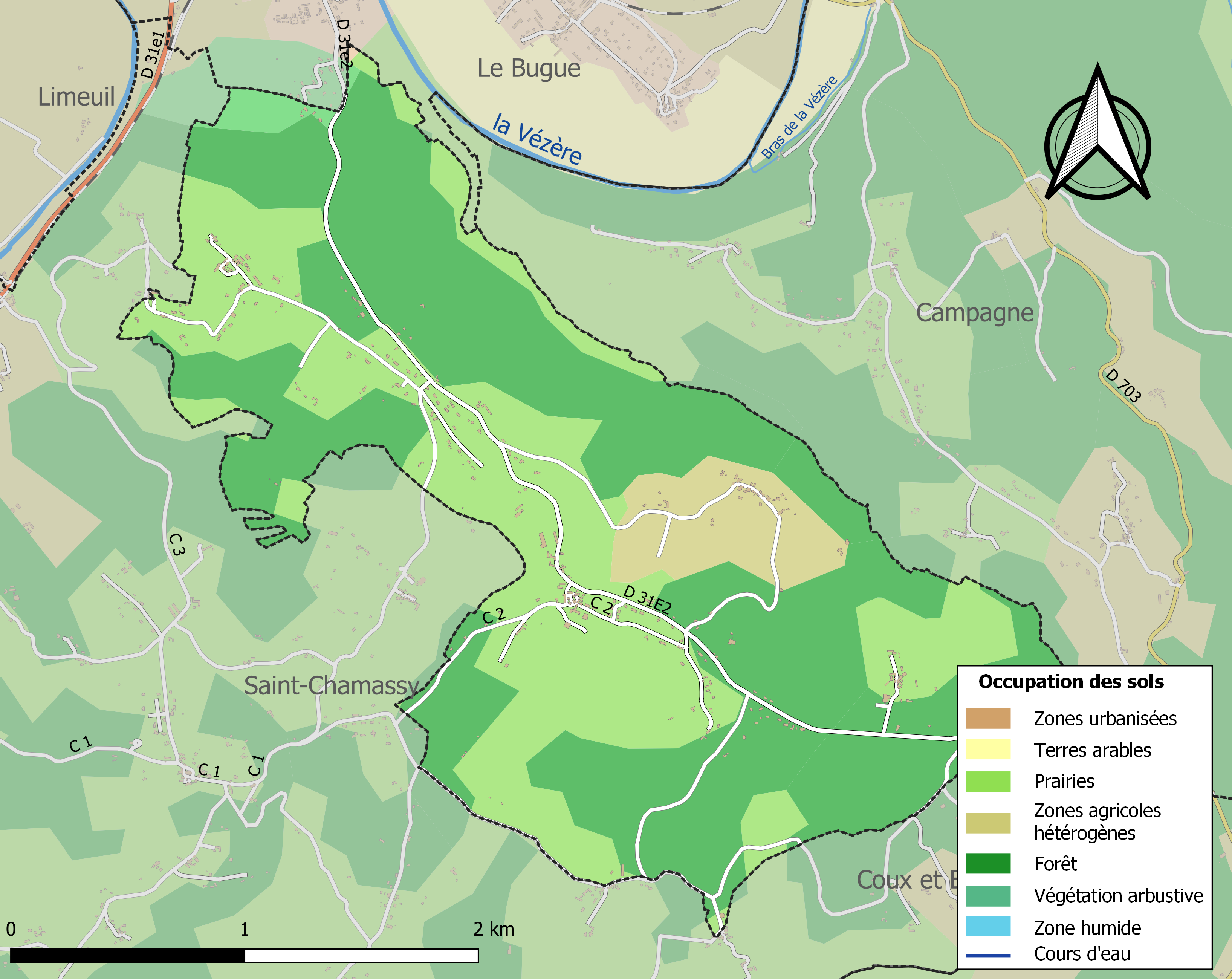
Carte des infrastructures et de l'occupation des sols de la commune en 2018 (CLC).

### Villages, hameaux et lieux-dits
Outre le bourg d'Audrix proprement dit, le territoire se compose d'autres villages ou hameaux, ainsi que de lieux-dits :
- la Baronnie
- les Brousses
- Calès
- Caumont
- Colombet et Proumeyssac
- Combe Brune
- le Coustalou
- la Faisandière
- Gouffre de Proumeyssac
- Gravard
- Jeandemai
- Lacépède
- Lescot
- Lesquillerie
- Mariniac
- le Marat
- Mérigou
- Meynet
- les Mirauds
- les Rats
- Rouméou
- la Servantie
- le Souquier
- le Terme.

### Prévention des risques
Le territoire de la commune d'Audrix est vulnérable à différents aléas naturels : météorologiques (tempête, orage, neige, grand froid, canicule ou sécheresse), feux de forêts, mouvements de terrains et séisme (sismicité très faible). Un site publié par le BRGM permet d'évaluer simplement et rapidement les risques d'un bien localisé soit par son adresse soit par le numéro de sa parcelle.
Audrix est exposée au risque de feu de forêt. L’arrêté préfectoral du 14 mars 2013 fixe les conditions de pratique des incinérations et de brûlage dans un objectif de réduire le risque de départs d’incendie. À ce titre, des périodes sont déterminées : interdiction totale du 15 février au 15 mai et du 15 juin au 15 octobre, utilisation réglementée du 16 mai au 14 juin et du 16 octobre au 14 février. En septembre 2020, un plan inter-départemental de protection des forêts contre les incendies (PidPFCI) a été adopté pour la période 2019-2029,.

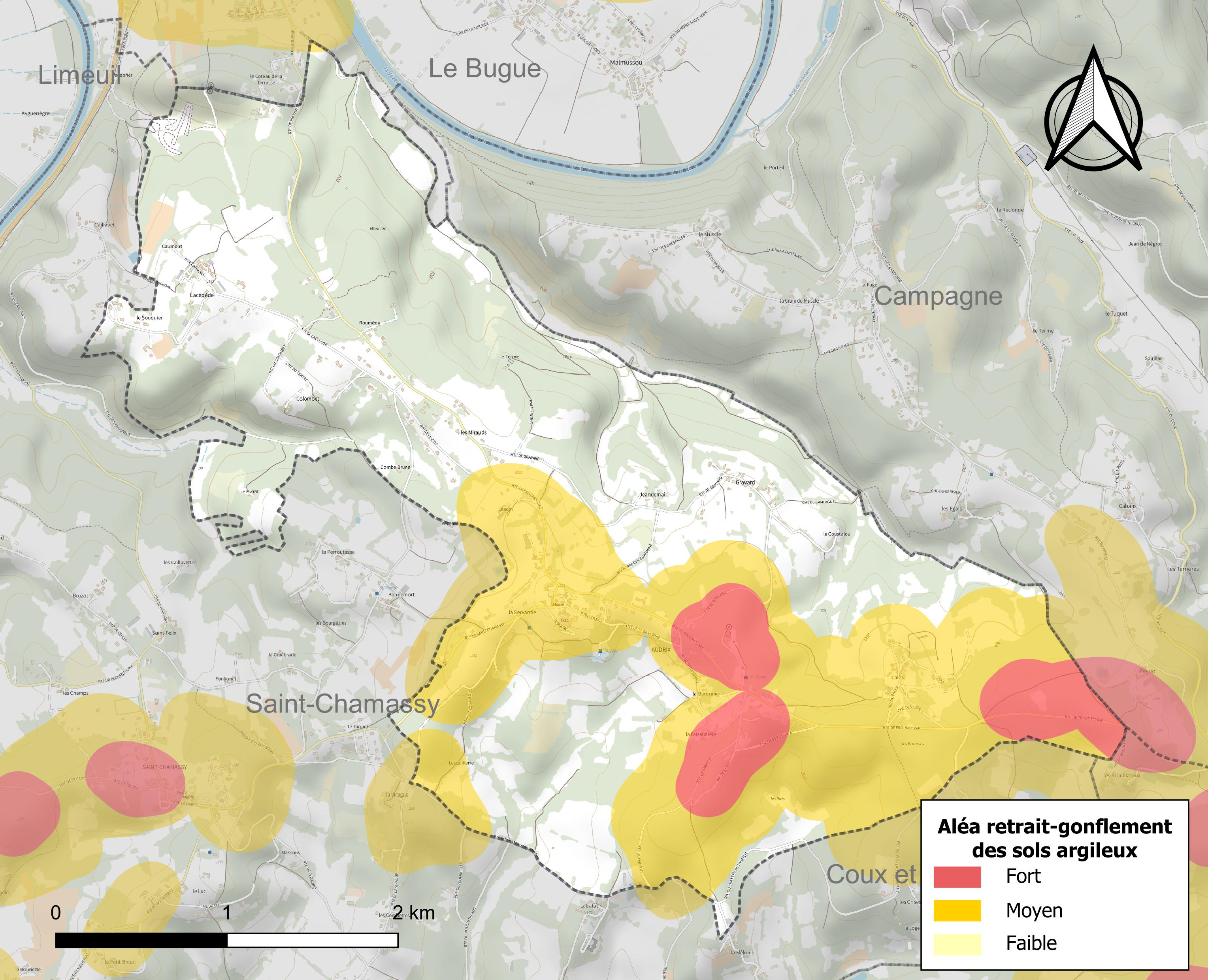
Carte des zones d'aléa retrait-gonflement des sols argileux d'Audrix.

Les mouvements de terrains susceptibles de se produire sur la commune sont des tassements différentiels. Le retrait-gonflement des sols argileux est susceptible d'engendrer des dommages importants aux bâtiments en cas d’alternance de périodes de sécheresse et de pluie. 36,2 % de la superficie communale est en aléa moyen ou fort (58,6 % au niveau départemental et 48,5 % au niveau national métropolitain). Depuis le 1er octobre 2020, en application de la loi ÉLAN, différentes contraintes s'imposent aux vendeurs, maîtres d'ouvrages ou constructeurs de biens situés dans une zone classée en aléa moyen ou fort,.
La commune a été reconnue en état de catastrophe naturelle au titre des dommages causés par les inondations et coulées de boue survenues en 1982, 1988, 1989, 1999 et 2008 et par des mouvements de terrain en 1999.

## Toponymie
Le nom de la localité est attesté sous les formes Audris au XIIIe siècle,, Audricum en 1382.
Le nom d'Audrix se réfère à un personnage d'origine germanique : Audricus ou Aldrik.
En occitan, la commune porte le nom d'Audrics.

## Histoire
Le lieu fut occupé à l'époque gallo-romaine.
Son église romane a été édifiée au XIIe siècle. Audrix était alors l'un des archiprêtrés du diocèse de Sarlat.
La première mention écrite connue du lieu apparait au XIIIe siècle sous la forme Audris.

## Politique et administration

### Intercommunalité
Fin 1994, Audrix intègre dès sa création la communauté de communes de la Vallée de la Dordogne. Celle-ci est dissoute au 31 décembre 2013 et remplacée au 1er janvier 2014 par la communauté de communes Vallée de la Dordogne et Forêt Bessède.
Au 1er janvier 2017, Audrix quitte la communauté de communes Vallée Dordogne et Forêt Bessède pour rejoindre la communauté de communes de la Vallée de l'Homme.

### Administration municipale
La population de la commune étant comprise entre 100 et 499 habitants au recensement de 2017, onze conseillers municipaux ont été élus en 2020,.

### Liste des maires
| Période                                  | Période  | Identité         | Étiquette | Qualité     |
| ---------------------------------------- | -------- | ---------------- | --------- | ----------- |
| Les données manquantes sont à compléter. |          |                  |           |             |
|                                          |          |                  |           |             |
| 1935                                     | 1971     | Joseph Varaillon | SE        | Agriculteur |
|                                          |          |                  |           |             |
| avant 1981                               | ?        | Pierre Chanel    |           |             |
|                                          |          |                  |           |             |
| mars 1989 (réélu en mai 2020)            | En cours | Claude Thuillier | SE        | Agriculteur |

## Équipements et services publics

### Justice
Dans le domaine judiciaire, Audrix relève : 
- du tribunal de proximité de Sarlat-la-Canéda ;
- du tribunal judiciaire, du tribunal pour enfants, du conseil de prud'hommes et du tribunal de commerce de Bergerac ;
- du pôle Nationalité du tribunal judiciaire de Périgueux (compétent uniquement dans le domaine de la nationalité) ;
- de la cour d'appel et de la cour administrative d'appel de Bordeaux.

## Population et société

### Démographie
Les habitants d'Audrix se nomment les Audrixois.
L'évolution du nombre d'habitants est connue à travers les recensements de la population effectués dans la commune depuis 1793. Pour les communes de moins de 10 000 habitants, une enquête de recensement portant sur toute la population est réalisée tous les cinq ans, les populations de référence des années intermédiaires étant quant à elles estimées par interpolation ou extrapolation. Pour la commune, le premier recensement exhaustif entrant dans le cadre du nouveau dispositif a été réalisé en 2008.

En 2022, la commune comptait 272 habitants, en évolution de −3,55 % par rapport à 2016 (Dordogne : +0,37 %, France hors Mayotte : +2,11 %).
| 1793 | 1800 | 1806 | 1821 | 1831 | 1836 | 1841 | 1846 | 1851 |
| ---- | ---- | ---- | ---- | ---- | ---- | ---- | ---- | ---- |
| 321  | 292  | 262  | 411  | 424  | 412  | 410  | 451  | 502  |

| 1856 | 1861 | 1866 | 1872 | 1876 | 1881 | 1886 | 1891 | 1896 |
| ---- | ---- | ---- | ---- | ---- | ---- | ---- | ---- | ---- |
| 325  | 429  | 366  | 296  | 289  | 319  | 242  | 233  | 187  |

| 1901 | 1906 | 1911 | 1921 | 1926 | 1931 | 1936 | 1946 | 1954 |
| ---- | ---- | ---- | ---- | ---- | ---- | ---- | ---- | ---- |
| 203  | 210  | 197  | 130  | 142  | 142  | 145  | 140  | 134  |

| 1962 | 1968 | 1975 | 1982 | 1990 | 1999 | 2006 | 2008 | 2013 |
| ---- | ---- | ---- | ---- | ---- | ---- | ---- | ---- | ---- |
| 122  | 116  | 120  | 130  | 180  | 238  | 280  | 292  | 288  |

| 2018 | 2022 | - | - | - | - | - | - | - |
| ---- | ---- | - | - | - | - | - | - | - |
| 274  | 272  | - | - | - | - | - | - | - |

## Économie

### Emploi
En 2021, parmi la population communale comprise entre 15 et 64 ans, les actifs représentent 119 personnes, soit 46,1 % de la population municipale. Le nombre de chômeurs (15) a diminué par rapport à 2015 (19) et le taux de chômage de cette population active s'établit à 12,3 %.

### Activités hors agriculture
37 établissements marchands non agricoles sont économiquement actifs en 2021 à Audrix,.
| Secteur d'activité                                                                                        | Commune | Commune | Département |
| Secteur d'activité                                                                                        | Nombre  | %       | %           |
| --- | ------- | ------- | ----------- |
| Ensemble                                                                                                  | 37      | 100 %   | (100 %)     |
| Industrie manufacturière, industries extractives et autres                                                | 5       | 13,5 %  | (8,4 %)     |
| Construction                                                                                              | 9       | 24,3 %  | (13,4 %)    |
| Commerce de gros et de détail, transports, hébergement et restauration                                    | 10      | 27 %    | (28,2 %)    |
| Information et communication                                                                              | 2       | 5,4 %   | (1,8 %)     |
| Activités financières et d'assurance                                                                      | 1       | 2,7 %   | (3,6 %)     |
| Activités immobilières                                                                                    | 1       | 2,7 %   | (6,7 %)     |
| Activités spécialisées, scientifiques et techniques et activités de services administratifs et de soutien | 5       | 13,5 %  | (15 %)      |
| Administration publique, enseignement, santé humaine et action sociale                                    | 1       | 2,7 %   | (12,8 %)    |
| Autres activités de services                                                                              | 3       | 8,1 %   | (10,1 %)    |

Le secteur du commerce de gros et de détail, des transports, de l'hébergement et de la restauration est prépondérant sur la commune puisqu'il représente 27 % du nombre total d'établissements de la commune (10 sur les 37 entreprises implantées  à Audrix), contre 28,2 % au niveau départemental.

### Agriculture
La commune est dans le « Périgord Noir », une petite région agricole dans le département de la Dordogne. En 2020, l'orientation technico-économique de l'agriculture  sur la commune est l'élevage de bovins, pour la viande.
|               | 1988 | 2000 | 2010 | 2020 |
| ------------- | ---- | ---- | ---- | ---- |
| Exploitations | 12   | 11   | 18   | 2    |
| SAU (ha)      | 275  | 186  | 135  | 49   |

Le nombre d'exploitations agricoles en activité et ayant leur siège dans la commune est passé de 12 lors du recensement agricole de 1988  à 11 en 2000 puis à 18 en 2010 et enfin à 2 en 2020, soit une baisse de 83 % en 32 ans. Le même mouvement est observé à l'échelle du département qui a perdu pendant cette période 60 % de ses exploitations (passant de 15 825 à 6 328),. La surface agricole utilisée sur la commune a également diminué, passant de 275 ha en 1988 à 49 ha en 2020. Parallèlement la surface agricole utilisée moyenne par exploitation a légèrement augmenté, passant de 23 à 24 ha.

## Culture locale et patrimoine

### Lieux et monuments
- Le gouffre de Proumeyssac[61]

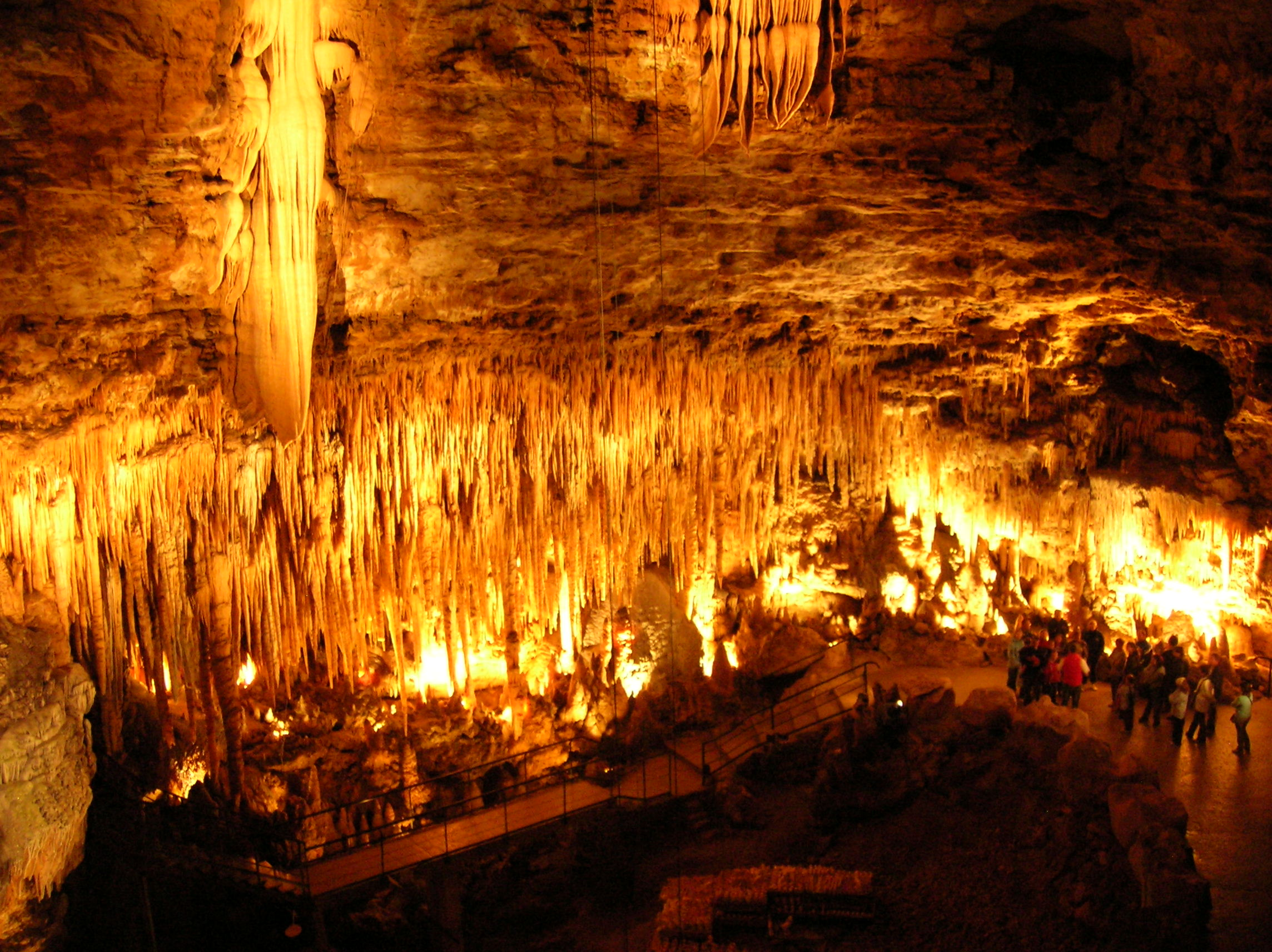
Le gouffre de Proumeyssac.

- Église Saint-Pierre, fortifiée des XIIe et XIVe siècles[43],

### Héraldique
| Blason de Audrix | Blason  | D'azur à trois fasces d'argent, à un lion de gueules brochant sur les fasces du chef et de la pointe et passant sous celle du milieu. |
| Blason de Audrix | Détails | Le statut officiel du blason reste à déterminer.                                                                                      |

## Pour approfondir